# Stemphylium

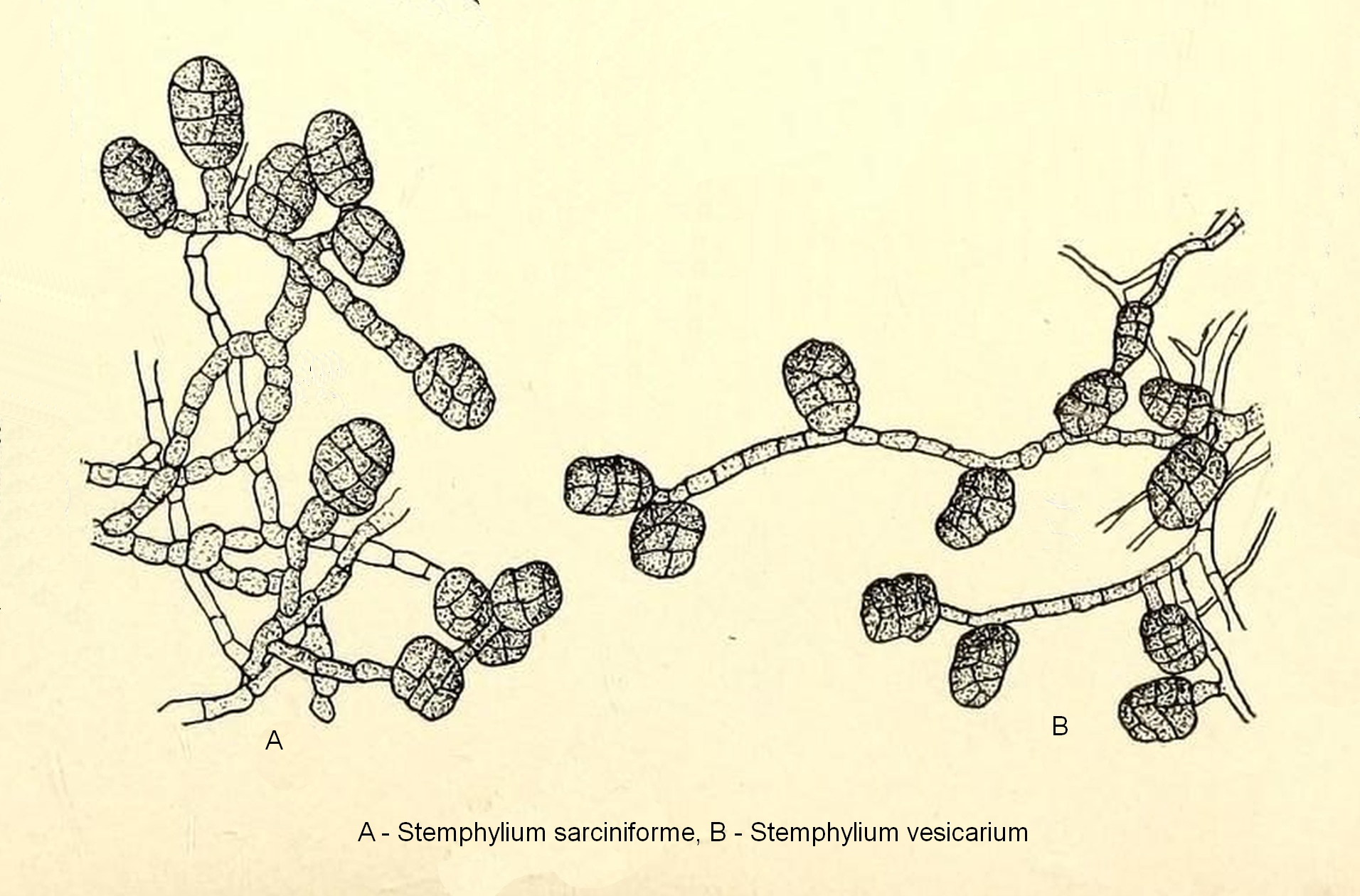
A – Stemphylium sarciniforme, B – Stemphylium vesicarium

Stemphylium Shoemaker – rodzaj grzybów workowych z klasy Dothideomycetes. Grzyby mikroskopijne.

## Charakterystyka
Są to zazwyczaj niespecyficzne pasożyty roślin i saprotrofy. Teleomorfy (jeśli są nieznane) należą do rodzaju Pleospora.
Kolonie aksamitne lub watowate, rozpostarte, szare, brązowe, oliwkowobrązowe lub czarne. Grzybnia zanurzona lub częściowo powierzchowna. Czasami tworzą się podkładki. Konidiofory rozproszone lub w wiązkach, nierozgałęzione lub sporadycznie luźno rozgałęzione, proste lub wygięte, zwykle guzkowate z wieloma pęcherzykowymi obrzękami, blade do średniobrązowych lub oliwkowobrązowych, gładkie lub częściowo brodawkowate. Komórki konidiotwórcze monoblastyczne, zintegrowane, końcowe, początkowo zgrubiałe lub prawie kuliste z cienką ścianą na szczycie, później często stające się kielichowate. Konidia powstają pojedynczo, są podłużne, zaokrąglone na końcach, elipsoidalne, tępołukowate lub prawie kuliste, niektóre gatunki ze spiczastym stożkowatym wierzchołkiem, a niektóre z bocznymi stożkowatymi wypustkami, jasnobrązowe do średniociemnych lub oliwkowobrązowych, gładkie, brodawkowane lub kolczaste, typu diktiokonidium, często zwężone na jednej lub więcej przegrodach, zabliźnione u nasady.
S. botryosum powoduje plamistość liści różnych gatunków, u ziemniaka szarą plamistość liści. Wśród roślin uprawnych plamistości liści powodują także S. globuliferum i S. vesicarium (u lucerny), S. sarciniforme (u łubinu), S. solani (u pomidora i ziemniaka).

## Systematyka i nazewnictwo
Pozycja w klasyfikacji według Index Fungorum: Pleosporaceae, Pleosporales, Pleosporomycetidae, Dothideomycetes, Pezizomycotina, Ascomycota, Fungi.
Takson utworzył Carl Friedrich Wilhelm Wallroth. Synonimy:
- Epochniella Sacc. 1880
- Fusicladiopsis Maire 1907
- Scutisporium Preuss 1851
- Soreymatosporium Sousa da Câmara 1930
- Thyrodochium Werderm. 1924
- Thyrospora Tehon & E.Y. Daniels 1925

Gatunki występujące w Polsce:
- Stemphylium allii Oudem. 1902
- Stemphylium botryosum Wallr. 1833
- Stemphylium globuliferum (Vestergr.) E.G. Simmons 1969
- Stemphylium pyriforme Bonord. 1851[5]
- Stemphylium sarciniforme (Cavara) Wiltshire 1938
- Stemphylium solani G.F. Weber 1930
- Stemphylium sphaerospermum (Preuss) Sacc. 1886[5]
- Stemphylium verruculosum (O.E.R. Zimm.) Sacc. 1886[5]
- Stemphylium vesicarium (Wallr.) E.G. Simmons 1969
- Stemphylium viticola Pass. 1888[5]

Nazwy naukowe według Index Fungorum Lista gatunków według W. Mułłenki i in.